# Flammende Jugend
Flammende Jugend ist ein US-amerikanisches Stummfilmdrama aus dem Jahr 1923 von John Francis Dillon mit Colleen Moore und Milton Sills in den Hauptrollen. Der Film wurde von Associated First National Pictures produziert und basiert auf dem Roman Flaming Youth von Warner Fabian.

## Handlung
Als Mona Frentiss stirbt, kümmert sich Dr. Bobs, wie versprochen, um die Familie, insbesondere um Tochter Patricia. Mona und ihr Ehemann Ralph führten eine offene Ehe und hatten diverse außereheliche Affären. Patricia, die durch die unglücklichen Ehen in ihrer Familie entmutigt ist, hat sich in dem älteren Cary Scott, einem ehemaligen Liebhaber ihrer Mutter, verliebt. Seinen Heiratsantrag lehnt sie jedoch ab, als er erneut auf Geschäftsreise muss. 

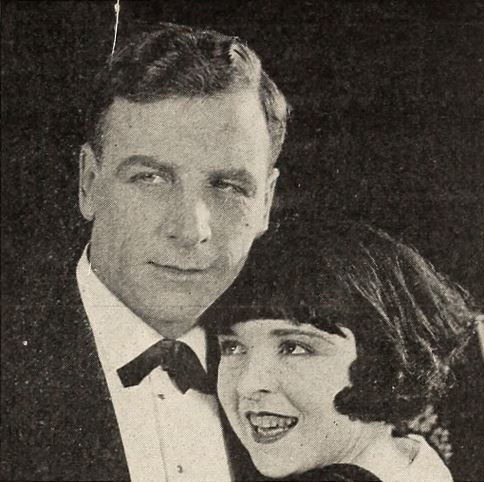
Szenenfoto mit Milton Sills und Colleen Moore

Die ausgelassene und lebenslustige Patricia lässt sich auf den Musiker Leo Stenak ein, der sie zu einer Party auf seiner Yacht einlädt. Während der Party kommt es zum Streit, die verängstigte Patricia schließt sich in einer Kabine ein. Als Stenak voller Wut die Tür aufbricht, entkommt sie, indem sie über Bord springt. Patricia wird gerettet, ihr wird bewusst, dass Cary der richtige Mann für sie ist.

## Hintergrund
Am 7. April 1923 wurde bekannt gegeben, dass Associated First National Pictures die Filmrechte für den populären Roman von Warner Fabian erworben hatte. Am 12. Mai 1923 wurde berichtet, dass John Francis Dillon als Regisseur engagiert worden sei und das Drehbuch in Vorbereitung sei. Die Produktion begann in der ersten Augustwoche 1923. Am 10. September 1923 wurde mitgeteilt, dass die Hauptdreharbeiten abgeschlossen und der Schnitt im Gange sei. Das Drehbuch sollte als „Photoplay Edition“ zusammen mit mehreren anderen Titeln von First National veröffentlicht werden. Vor der Veröffentlichung fand am Morgen des 14. November 1923 eine Sondervorführung im Strand Theatre in New York statt.
Obwohl der Film beim Kinostart begeisterte Reaktionen der Zuschauer hervorrief, löste seine Darstellung jugendlicher Indiskretion in ganz Nordamerika Kontroversen aus. Laut Presseberichten vom 19. Februar 1924 verbot ein Kinobesitzer aus Virginia (Minnesota) Kindern unter 16 Jahren, den Film zu sehen. Im kanadischen Québec tobte ein Zensurstreit zwischen Strafverfolgungsbehörden und Filmverleihern. Es wurde berichtet, dass die „County Federation of Women’s Clubs“ aus Milwaukee den Film als bedauerlich und höchst anstößig bezeichnete.
1925 kam der Film im Deutschen Reich und in Österreich in die Kinos.
Heute existiert nur noch eine Filmrolle mit Szenenfragmenten, bei denen es sich möglicherweise um Outtakes handelt. Sie befindet sich im Archiv der Library of Congress. Die übrigen acht Rollen sind verschollen.

## Kritiken
Der Filmkritiken-Aggregator Rotten Tomatoes hat in einer Auswertung von 22 Kritiken eine Zustimmungsrate von 91 Prozent errechnet.
Die zeitgenössischen Kritiken fielen zu größten Teil positiv aus. So schrieb der
Kritiker der The New York Times, dass die betörenden und einfallsreichen Taktiken einer Flapperin von ihren Tagen als Plebejerin bis zu ihrem Abschluss als Junggesellin der Herzen im Film fesselnd dargestellt werden. Die Zensur, möglicherweise mit einem Auge auf die künstlerische Fotografie und die Kulissen, scheine bei diesem Film ungewöhnliche Nachsicht walten zu lassen. Irene Thirer von der Daily News notierte, der Film sei nicht ganz auf der Höhe der Ansprüche von Intellektuellen, aber für den Rest sei er ein verdammt guter Film: durch und durch unterhaltsam, absolut nicht langweilig, bewundernswert gespielt von einer außergewöhnlichen Besetzung. Im The Nation hieß es, vieles aus dem Buch sei geändert worden und vieles der Fantasie überlassen, aber trotz allem flamme der Film immer noch. Helen V. Swenson schrieb in der Exhibitor’s Trade Review, der beschwingte Film habe eine Geschichte und eine gewaltige Besetzung. Gelehrte werden ihn kitschig nennen, doch die Leute, die die Kinosäle allabendlich füllen, werden verrückt nach ihm sein, denn er flamme mit Jugend auf, brenne mit Liebe und funkele mit Wichtigkeit.
Zurückhaltender zeigte sich die Redaktion des Movie Picture Magazine. Der Film versuche, sehr frech zu sein, aber es gelinge ihm nur, künstlich zu sein, obwohl er mit Blick auf seine opulente Erscheinung hervorragend inszeniert wurde. Mae Tinee kritisierte in der Chicago Tribune die Geschichte, die jeder hätte besser schreiben können.

## Auszeichnungen
Der Film wurde 1924 als bester Film des Monats Januar mit dem Photoplay Award ausgezeichnet.